# Honor Takes Center Stage
Honor Takes Center Stage est un pay-per-view de catch produit par la Ring of Honor (ROH), qui était disponible uniquement en ligne. Le PPV se déroula le 4 avril 2013 au Center Stage Theatre à Atlanta, en Géorgie.

## Contexte
Les spectacles de la Ring of Honor en paiement à la séance sont constitués de matchs aux résultats prédéterminés par les scénaristes de la ROH. Ces rencontres sont justifiées par des storylines - une rivalité avec un catcheur, la plupart du temps - ou par des qualifications survenues au cours de shows précédant l'évènement. Tous les catcheurs possèdent un gimmick, c'est-à-dire qu'ils incarnent un personnage face (gentil) ou heel (méchant), qui évolue au fil des rencontres. Un pay-per-view comme Honor Taker Center Stage est donc un événement tournant pour les différentes storylines en cours.

## Résultats

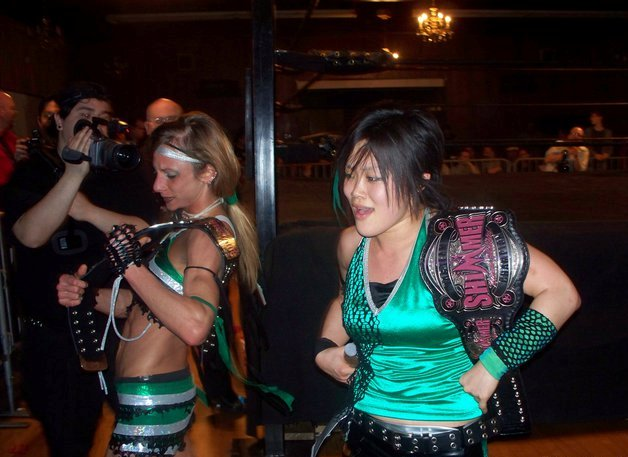
Daizee Haze et Tomoko Nagakawa avec les Shimmer Tag Team Championship.

- Chapter I

| #                                                                | Matchs, | Stipulation                                                     | Durée |
| ---------------------------------------------------------------- | --- | --------------------------------------------------------------- | ----- |
| 1                                                                | Michael Elgin bat El Generico | Match simple (avec l'équipe The House of Truth bannie du match) | 09:13 |
| 2                                                                | Homicide bat Colt Cabana, Caleb Konley, et Tommaso Ciampa (avec Prince Nana, Ernesto Osiris, Princess Mia et R.D. Evans)                                              | Fatal Four Way match                                            | 09:23 |
| 3                                                                | Ayumi Kurihara & Hiroyo Matsumoto battent Sara Del Rey & Serena Deeb                                                                                                  | Tag team match                                                  | 09:01 |
| 4                                                                | Briscoe Brothers (Jay Briscoe & Mark Briscoe) battent Future Shock (Adam Cole & Kyle O'Reilly)                                                                        | Tag team match                                                  | 13:23 |
| 5                                                                | Davey Richards bat Roderick Strong par soumission | Match simple                                                    | 27:06 |
| 6                                                                | The World's Greatest Tag Team (Charlie Haas & Shelton Benjamin) battent Kings of Wrestling (Chris Hero & Claudio Castagnoli) (c) (avec Shane Hagadorn) par soumission | Tag team match pour les ROH World Tag Team Championship         | 23:00 |
| 7                                                                | Eddie Edwards (c) bat Christopher Daniels | Match simple pour le ROH World Championship                     | 30:12 |
| (c) désigne le(s) champion(s) défendant son titre dans le match. | |                                                                 |       |

- Chapter II

| #                                                                | Matchs, | Stipulation                                           | Durée |
| ---------------------------------------------------------------- | --- | ----------------------------------------------------- | ----- |
| 1                                                                | Kings of Wrestling (Chris Hero & Claudio Castagnoli) (avec Shane Hagadorn) battent Future Shock (Adam Cole & Kyle O'Reilly)  | Tag team match                                        | 09:17 |
| 2                                                                | Colt Cabana bat Dave Taylor (avec Prince Nana, Ernesto Osiris, Princess Mia & R.D. Evans)                                    | Match simple                                          | 06:31 |
| 3                                                                | Tommaso Ciampa (avec Prince Nana, Ernesto Osiris, Princess Mia & R.D. Evans) battent Homicide                                | Match simple                                          | 09:47 |
| 4                                                                | Christopher Daniels bat Michael Elgin                                                                                        | Match simple                                          | 10:18 |
| 5                                                                | Daizee Haze & Tomoka Nakagawa (c) battent Ayumi Kurihara & Hiroyo Matsumoto                                                  | Tag team match pour les Shimmer Tag Team Championship | 07:40 |
| 6                                                                | Briscoe Brothers (Jay Briscoe & Mark Briscoe) battent The All-Night Express (Kenny King & Rhett Titus)                       | Tag team match                                        | 16:03 |
| 7                                                                | El Generico bat Roderick Strong                                                                                              | Match simple                                          | 16:12 |
| 8                                                                | The World's Greatest Tag Team (Charlie Haas & Shelton Benjamin) battent The American Wolves (Davey Richards & Eddie Edwards) | Tag team match                                        | 32:00 |
| (c) désigne le(s) champion(s) défendant son titre dans le match. | |                                                       |       |